# Wojciech Maziarski
Wojciech Szczęsny Maziarski (ur. 24 stycznia 1960 w Chorzowie) – polski dziennikarz i pisarz, działacz opozycji w okresie PRL.

## Życiorys
Jest synem Jacka Maziarskiego, polityka i dziennikarza oraz prawnukiem profesora Stanisława Maziarskiego.
Studiował hungarystykę w Budapeszcie, skąd został deportowany w lipcu 1981 za utrzymywanie kontaktów z węgierską opozycją demokratyczną i udział w organizowaniu przez nią kolonii letnich dla dzieci z Polski. Studia hungarystyczne ukończył na w 1988 Uniwersytecie Warszawskim.
W latach 80. działał w opozycji demokratycznej. Zajmował się wydawaniem i publikowaniem w wydawnictwach drugiego obiegu (m.in. w „Obozie”). W 1988 założył Serwis Informacyjny „Solidarności”, a następnie także Wschodnioeuropejską Agencję Informacyjną. Działał również w ruchu Solidarność Polsko-Czesko-Słowacka.
Od 1990 do 1991 był korespondentem polskiej sekcji BBC, następnie do 2001 pracował w „Gazecie Wyborczej”, gdzie specjalizował się w reportażu społecznym i problematyce krajów sąsiednich. Był również dziennikarzem „Przekroju”. Od 2001 do 2012 związany z tygodnikiem „Newsweek Polska”, gdzie najpierw był szefem działu społecznego, a później działu publicystyki. Od 2007 zajmował stanowisko zastępcy redaktora naczelnego, a następnie od 2009 do 2012 redaktora naczelnego (początkowo jako pełniący obowiązki). Został ponownie publicystą „Gazety Wyborczej” i prowadzącym program „Kalkulator polityczny” w Polsat News.
Jest autorem książki Jak feniks z butelki. Rozmowy z alkoholikami (Świat Książki, Warszawa 2000), sam publicznie ujawnił, że jest niepijącym alkoholikiem. Napisał ponadto powieść Selekcja (Magam, Warszawa 2015). Opublikował także nawiązującą do Opowiadań o Leninie Michaiła Zoszczenki książkę Czytanki o dobrej zmianie. Lektury z ćwiczeniami dla mord zdradzieckich i kanalii (Magam, Warszawa 2017, ISBN 978-83-943272-1-7). W 2022 opublikował nowy przekład powieści Ferenca Molnára A Pál utcai fiúk, który zatytułował Chłopaki z ulicy Pawła (powieść wydawano wcześniej w Polsce pt. Chłopcy z Placu Broni).

## Odznaczenia
Odznaczony Krzyżem Kawalerskim Orderu Odrodzenia Polski (2011).